# Championnat du monde B de rink hockey masculin 2004
Navigation
Championnat du monde B 2002 Championnat du monde B 2006
Le championnat du monde B de rink hockey masculin 2004 s'est déroulé du 16 au 23 octobre 2004 à Macao.
Les meilleures équipes de la compétition ont joué le championnat du monde groupe A 2005, à San Jose (États-Unis).
Pour la première fois dans l'histoire du sport, une équipe régionale, la Catalogne, remporte une compétition internationale. L'équipe, composée de nombreux joueurs jouant pour l'équipe d'Espagne, aurait dû participer au championnat du monde 2005 à San Jose. Mais face au désaccord de la fédération espagnole (menaçant de ne pas présenter d'équipe d'Espagne), la Fédération Internationale de Roller Sports (FIRS) a décidé de ne pas reconnaître l'équipe de Catalogne, l'interdisant ainsi de participer à d'autres compétitions internationales officielles.

## Équipes
Les équipes nationales engagées dans cette édition 2004 ont été d'abord réparties dans deux groupes.
| Groupe A         |
| ---------------- |
| Andorre          |
| Chine            |
| Macao            |
| Nouvelle-Zélande |
| Taïpei chinois   |

| Groupe B      |
| ------------- |
| Angleterre    |
| Australie     |
| Autriche      |
| Catalogne     |
| Corée du Nord |
| Japon         |

## Calendrier

### Phase 1
16 octobre 2004
| Tour | Match | Heure | Groupe | Équipes                  | Score  |
| ---- | ----- | ----- | ------ | ------------------------ | ------ |
| 1A   | 1     | 19h30 | A      | Macao - Chine            | 25 - 4 |
| 1B   | 5     | 21h00 | B      | Australie - Catalogne    | 0 - 11 |
| 1A   | 2     | 22h15 | A      | Andorre - Taïpei chinois | 19 - 0 |

17 octobre 2004
| Tour | Match | Heure | Groupe | Équipes                    | Score  |
| ---- | ----- | ----- | ------ | -------------------------- | ------ |
| 1B   | 3     | 9h15  | B      | Angleterre - Japon         | 14 - 0 |
| 1B   | 4     | 10h30 | B      | Autriche - Corée du Nord   | 10 - 0 |
| 2A   | 6     | 17h30 | A      | Nouvelle-Zélande - Andorre | 3 - 8  |
| 2A   | 7     | 18h45 | A      | Taïpei chinois - Macao     | 3 - 14 |
| 2B   | 8     | 20h00 | B      | Corée du Nord - Angleterre | 0 - 10 |
| 2B   | 11    | 20h05 | B      | Catalogne - Autriche       | 12 - 0 |
| 2B   | 9     | 21h45 | B      | Japon - Australie          | 4 - 6  |

18 octobre 2004
| Tour | Match | Heure | Groupe | Équipes                           | Score  |
| ---- | ----- | ----- | ------ | --------------------------------- | ------ |
| 3A   | 10    | 08h00 | A      | Chine - Nouvelle-Zélande          | 2 - 15 |
| 3A   | 12    | 10h30 | A      | Andorre - Macao                   | 3 - 4  |
| 3B   | 13    | 11h45 | B      | Australie - Corée du Nord         | 10 - 0 |
| 4A   | 14    | 17h30 | A      | Nouvelle-Zélande - Taïpei chinois | 13 - 7 |
| 3B   | 15    | 18h45 | B      | Catalogne - Japon                 | 8 - 0  |
| 4A   | 16    | 20h00 | A      | Chine - Andorre                   | 2 - 26 |
| 3B   | 17    | 21h15 | B      | Angleterre - Autriche             | 4 - 1  |

19 octobre 2004
| Tour | Match | Heure | Groupe | Équipes                   | Score  |
| ---- | ----- | ----- | ------ | ------------------------- | ------ |
| 4B   | 18    | 08h00 | B      | Japon - Corée du Nord     | 10 - 0 |
| 5A   | 19    | 09h15 | A      | Taïpei chinois - Chine    | 8 - 2  |
| 4B   | 20    | 10h30 | B      | Autriche - Australie      | 3 - 3  |
| 4B   | 21    | 11h45 | B      | Angleterre - Catalogne    | 0 - 11 |
| 5A   | 22    | 18h30 | A      | Macao - Nouvelle-Zélande  | 11 - 1 |
| 5B   | 23    | 19h45 | B      | Autriche - Japon          | 2 - 0  |
| 5B   | 24    | 21h00 | B      | Australie - Angleterre    | 4 - 7  |
| 5B   | 25    | 22h15 | B      | Catalogne - Corée du Nord | 10 - 0 |